# ロレンツォ・ギベルティ

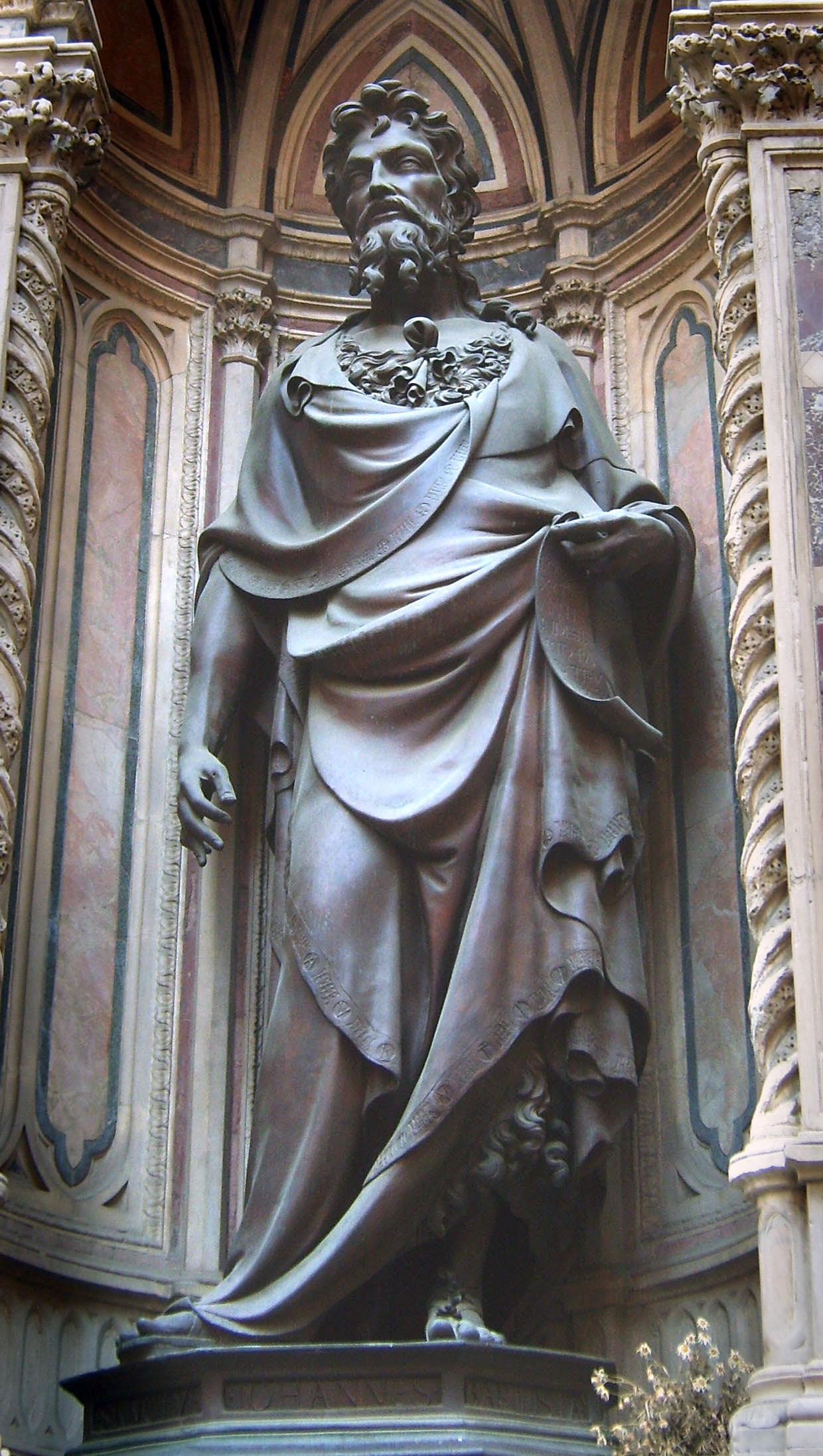
ギベルティ作の彫刻『洗礼者ヨハネ』

ロレンツォ・ギベルティ（Lorenzo Ghiberti、1378年 - 1455年12月1日）は、初期ルネサンスの彫刻家、金細工師。鋳造技術においては並ぶ者のない腕前を示し、その技量は今日においても賞賛されている。フィレンツェ随一の芸術家であり、彼の工房はドナテッロやパオロ・ウッチェロ、ミケロッツォ・ディ・バルトロメオら優れた芸術家を輩出した。

## 経歴

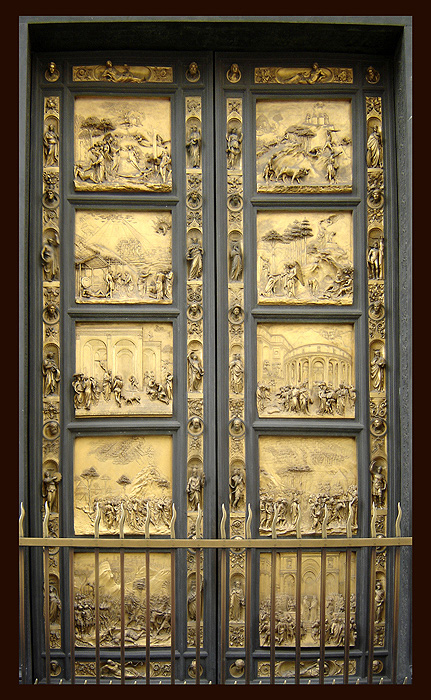
サン・ジョヴァンニ洗礼堂の「天国の門」

フィレンツェの金細工師バルトロ・ディ・ミケーレの子として生まれる。幼い頃より細工師としての修行を積むが、フィレンツェの政情不安と伝染病の蔓延により、一時ペーザロに赴く。しかし、サン・ジョヴァンニ洗礼堂の門扉見本の製作競技を知り、帰国する。
門扉見本競技の題材は『イサクの犠牲』であり、これにはフィリッポ・ブルネレスキ、シモーネ・ダ・コッレ、ニッコロ・ダレッツォ、ヤコポ・デッラ・クエルチャ、フランチェスコ・ディ・ヴァルダンブリーナ、ニッコロ・ランベルティが参加した。1402年末あるいは1403年はじめに、門扉競技委員会はロレンツォ・ギベルティを全員一致で推薦する。ただし、ブルネレスキの経歴によれば、競技委員会の見解はギベルティとブルネレスキを優勝とし、両者が門扉の製作を行うこととしたが、ブルネレスキはこれを辞退したと伝えている。両者の作品は、今日、バルジェッロ国立美術館に隣り合わせで展示されている。彼は義父の作業場で働き始めたが、そこではアントニオ・デル・ポライオーロも働いていた。
1403年11月23日、ギベルティと父バルトロに門扉製作依頼の契約が交わされたが、両者による製作がことのほか遅れたため、大商人組合は催促の意味で1407年6月に契約を更新、ギベルティ一人との契約が交わされることになった。彼は扉製作の合間にも活動を行い、1409年8月3日に金細工師組合に登録、1414年12月1日には、大商人組合からオル・サン・ミケーレ聖堂の外壁壁龕に洗礼者ヨハネの像を作製することが依頼され、これは1416年に完成した。さらに1419年8月には、同教会の聖マタイの像の製作が委託されるが、これはあまり出来のよいものではなく、さらにギベルティの作成したものかドナテッロによるものかはっきりしない。オル・サン・ミケーレでは、このほか1425年に羊毛組合から聖ステファノ像の依頼を受けている。1420年後半に、彼はコジモ・デ・メディチ、ロレンツォ・デ・メディチより、サンタ・マリア・デッリ・アンジェリ聖堂の三人の殉教者のブロンズ製棺の作製依頼を受け、これを非常に精巧に造った。1423年には画家組合に参加、その間にもサン・ジョヴァンニ洗礼堂の扉の製作は続行し、1424年4月19日、完成した扉は洗礼堂東門に設置された。
ギベルティの完成した門扉がアンドレア・ピサーノの作品を凌駕していることを確信した大商人組合は、1425年1月2日に新たに壮麗な扉を作成するよう、ギベルティに依頼した。彼はレオナルド・ブルーニらの意見を取り入れつつ、1428年から扉の製作を始め、1452年6月に扉は完成した。この扉の壮麗さを目の当たりにした大商人組合は、この門扉の取り付け位置を、本来の北側から東側に変更し、かつてギベルティが造った扉を北側に移動させた。さらにアンドレア・ピサーノ作の扉の枠の作製をも彼に委託した。これはロレンツォの死後、彼の息子ヴィットリオ・ギベルティによって1463年に完成する。
ギベルティは、サンタ・マリア・デル・フィオーレ大聖堂のクーポラ建設にも参加し、ブルネレスキ、バッティスタ・ダントニオとともにその造営にあたった。ギベルティはドームの下部構造であるカテーナの建設に失敗し、莫大な損失を与えたため1432年には工事監督の任から降りたと考えられるが、大聖堂の造営からはずされることはなかった。彼は1432年3月18日に、後陣内部の聖ザノービの棺の作製を依頼されている（もっとも、この契約はロレンツォの契約不履行で破棄され、1439年には、期限付きでの再契約が結ばれている）。
彼は、晩年に『コメンターリ』を執筆、1455年に死に、遺骸はサンタ・クローチェ聖堂に埋葬された。

## 主要作品
- 1402年製作『イサクの犠牲』（バルジェッロ国立美術館所蔵 フィレンツェ）
- 1416年製作『洗礼者ヨハネ』（オル・サン・ミケーレ聖堂、フィンツェ）
- 1422年製作『聖マタイ』（オル・サン・ミケーレ聖堂、フィレンツェ）
- 1424年製作『キリストの生涯』（サン・ジョヴァンニ洗礼堂 フィレンツェ）
- 1427年製作『ドミニコ会管長リオナルド・ダーティの墓碑』（サンタ・マリア・ノヴェッラ聖堂 フィレンツェ）
- 1427年？製作『プロトゥス・ヒュアキントス・ネメギウスの墓碑』（バルジェッロ国立美術館所蔵 フィレンツェ）
- 1429年製作『聖ステファノ』（オル・サン・ミケーレ聖堂、フィレンツェ）
- 1440年製作『聖ザノービ（ザノビウス）の墓碑』（サンタ・マリア・デル・フィオーレ大聖堂 フィレンツェ）
- 1434年から1442年製作『菜園での祈り』『キリスト奉献』『聖母昇天』ステンドグラス
- 1447年以降の著作『コメンターリ（Commentari）』